# 45 г. пр.н.е.
45 (четиридесет и пета) година преди новата ера (пр.н.е.) е обикновена година.

## Събития
- Консул на Римската република е Гай Юлий Цезар (за IV път и без колега). Суфектконсули стават Квинт Фабий Максим, Гай Требоний и Гай Каниний Ребил.
- 1 януари – влиза в сила Юлианският календар
- 17 март – състои се битката при Мунда между войските на Юлий Цезар и републиканските войски на Гней Помпей Младши. Победата на Цезар слага край на гражданската война в Рим.
- 13 октомври – триумф на Квинт Фабий Максим за победи в Испания.[1]
- 13 декември – триумф на Квинт Педий Балб за победи в Испания.[1]

## Родени
- Уан Ман – китайски император
- Юл Антоний – син на Марк Антоний
- Публий Сулпиций Квириний – римски управител на Сирия, извършил преброяване на населението в Юдея, описано в Новия завет

## Починали
- Тит Лабиен – военачалник на Помпей, загинал в битката при Мунда
- Публий Атий Вар – пълководец на войската на Помпей, загинал в битката при Мунда
- Гней Помпей Младши – екзекутиран един месец след битката при Мунда
- Тулия Цицеронис – дъщеря на римския политик и оратор Марк Тулий Цицерон
- 31 декември – Квинт Фабий Максим, суфетконсул през тази година